# Jean-Marc Ibos et Myrto Vitart
Jean-Marc Ibos et Myrto Vitart, nés respectivement en 1957 et en 1955, sont des architectes français fondateurs de l'agence éponyme.

## Biographie
Formés à l'Ecole Nationale Supérieure des Beaux-Arts de Paris dans la première moitié des années 1980, Ibos et Vitart obtiennent leur diplôme d'architecte respectivement en 1982 et 1984.[réf. nécessaire]
De 1979 à 1985, Myrto Vitart travaille avec Jean Nouvel. Ils sont rejoints par Emmanuel Blamont et Jean-Marc Ibos en 1985 pour fonder l'agence Jean Nouvel & Associés. En 1989, Ibos et Vitart quittent Jean Nouvel pour fonder leur propre agence, l'agence Ibos & Vitart, à Paris. Leurs réalisations, dont un grand nombre a été primé, concernent pour l'essentiel des bâtiments et équipements publics, en France mais aussi en Suisse, en Italie, en Belgique et aux Pays-Bas. 
Jean Marc Ibos a enseigné à l'Ecole d'Architecture de Paris à la Défense de 1998 à 2002 et à l'Université technique de Berlin de 2002 à 2005. Depuis 2006, il est professeur à l'École nationale supérieure d'architecture et de paysage de Lille.[réf. nécessaire]

## Réalisations
- Immeubles de logements Nemausus 1 à Nimes, 1987 (pour Jean Nouvel & Associés)
- Centre culturel Onyx de Saint-Herblain, 1988 (pour Jean Nouvel & Associés)
- Tour sans fin, 1989 (projet, pour Jean Nouvel & Associés)
- Palais des beaux-arts de Lille, 1991 - 1997 (Prix de l'Équerre d'argent 1997)
- Maison des Adolescents de l’Hôpital Cochin à Paris, 2004
- Centre de Secours des pompiers de Paris à Nanterre, 2004
- Archives départementales d'Ille-et-Vilaine à Rennes, 2006
- Médiathèque André-Malraux de Strasbourg, 2008
- Aménagement de l’îlot Fourrière à Bordeaux, 2013
- Logements Reflets en Seine, ZAC Seguin - Rives de Seine à Boulogne-Billancourt, 2015

## Récompense
- Grand prix national de l'architecture 2016[3]